# Droits LGBT en Papouasie-Nouvelle-Guinée

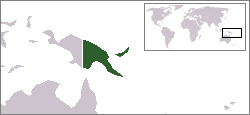

Les personnes lesbiennes, gays, bisexuelles et transgenres (LGBT) en Papouasie-Nouvelle-Guinée doivent faire face à des difficultés que ne connaissent pas les autres résidents. La Papouasie-Nouvelle-Guinée est un pays chrétien conservateur.
L'homosexualité y est illégale. Elle est interdite par la section 210 du code pénal. Les personnes convaincues d'avoir eu une relation anale risquent jusqu'à sept ans de prison. Pour les autres actes sexuels entre personnes du même sexe, la peine de prison peut aller jusqu'à trois ans. En 2011, le gouvernement informa les Nations unies qu'il n'avait pas pour intention de dépénaliser l'homosexualité.
En pratique, les homosexuels ne sont pas poursuivis en justice. Néanmoins, le département d'État des États-Unis rapporte en 2012 que les personnes LGBT sont « vulnérables face à la stigmatisation au sein de la société ». Des personnes LGBT indiquent faire face à une « discrimination dans la vie de tous les jours, et peinent souvent à trouver un emploi ». En 2012, l'ancienne députée papou-néo-guinéenne Dame Carol Kidu indique que ses compatriotes gays sont contraints de vivre dans le secret, et demande en vain au gouvernement de dépénaliser l'homosexualité. Le Premier ministre Peter O'Neill explique qu'il y a un « fort sentiment » d'hostilité contre l'homosexualité dans le pays, ce dernier n'étant « pas encore prêt à accepter une telle sexualité ouverte ».

## Tableau récapitulatif
| Dépénalisation de l’homosexualité                                                   | Pour les hommes / Pour les femmes |
| Majorité sexuelle identique à celle des hétérosexuels                               | Pour les hommes / Pour les femmes |
| Interdiction des discours de haine contre les LGBT                                  | Non                               |
| Interdiction de la discrimination liée à l'orientation sexuelle à l'embauche        | Non                               |
| Interdiction de la discrimination liée à l'identité de genre dans tous les domaines | Non                               |
| Mariage civil ou partenariat civil                                                  | Non                               |
| Adoption conjointe dans les couples de personnes de même sexe                       | Non                               |
| Adoption par les personnes homosexuelles célibataires                               | Non                               |
| Droit pour les gays de servir dans l’armée                                          | Non                               |
| Droit de changer légalement de genre (après stérilisation)                          | Non                               |
| Gestation pour autrui pour les gays                                                 | Non                               |
| Accès aux FIV pour les lesbiennes                                                   | Non                               |
| Autorisation du don de sang pour les HSH                                            | Non                               |